# Prisk
Prisk iz Panija (grško starogrško Πρίσκος, Prískos) je bil bizantinski diplomat in grški zgodovinar in govornik, * 410-420, Prisk, Trakija, † po 472.

## Življenje
Prisk je bil rojen v Paniju, Trakija, med letoma 410 in 420. Leta 448 ali 449 je spremljal Maksimina, vodjo diplomatske delegacije bizantinskega cesarja Teodozija II. (vladal 402–450), na diplomatski misiji na dvor hunskega vladarja Atile. Na misiji se je srečal in se pogovarjal z grškim trgovcem, oblečenim v "skitsko" (ali hunsko) opravo, ki je bil ujet pred osmimi leti, ko so Viminacium (ob Donavi vzhodno od Beograda, Srbija) oplenili Huni. Trgovec je Prisku razložil, da je bil po oplenitvi Viminacija suženj hunskega plemiča Onegezija, vendar je pridobil svobodo in se odločil naseliti med Huni. Prisk se je nazadnje zapletel v razpravo z grškim prebežnikom o kakovosti življenja in pravičnosti tako v Bizantinskem cesarstvu kot v barbarskih kraljestvih.
Po premoru v Rimu je Prisk odpotoval v Aleksandrijo in Tebaido v Egiptu.  Nazadnje se je pojavil na Vzhodu okoli leta 456, pridružen Evfemijevemu osebju kot magister officiorum cesarja Marcijana (vladal 450–457). Umrl je po letu 472.

### Zgodovina Bizanca
Prisk je avtor zgodovinskega dela v osmih zvezkih, napisanega v grščini, z naslovom Zgodovina Bizanca (grško Ιστορία Βισατιάκια, Istoría Visantiákia), kar verjetno ni izvirni naslov dela. Zgodovina je verjetno zajemala obdobje od vladavine Atile do vladavine cesarja Zenona (vladal 474–475) ali od leta 433 do leta 474 Priskovo delo je ohranjeno v fragmentih in je bilo v Bizantinskem cesarstvu zelo vplivno.  Zgodovina je bila vir za Excerpta de Legationibus cesarja Konstantina VII. Porfirogeneta (vladal 913–959), in druge avtorje, kot so Evagrij Sholastik, Kasiodor, Jordan in avtor Sude.
Priskov slog pisanja je preprost. Njegovo delo velja za zanesljivo sodobno poročilo o Hunu Atili, njegovem dvoru in sprejemu rimskih veleposlanikov.   Velja za "klasičnega" zgodovinarja, saj je njegovo delo, čeprav napisano v krščanskem obdobju, skoraj popolnoma posvetno in se opira na slog in izbiro besed, ki sta del zgodovinopisne tradicije, ki sega v 5. stoletje pr. n. št.

### Priskov opis večerje pri Atili
Prisk opisuje večerjo s Hunom Atilo v eni od Atilovih številnih hiš. Hiša naj bi bila večja od ostalih, prirejena za praznovanja. Zgrajena je bila iz okrasnega poliranega lesa. Obrambi ni bil namenjen noben prostor v hiši. Večerja se je začela ob tretji uri popoldne. Prisk je prinesel darila za  Atilovo ženo Kreko, ki je imela tri sinove. Priska in bizantinsko delegacijo so posedli  na najbolj oddaljen konec mize. Atila naj bi s tem pokazal, da je zanj njegovo ljudstvo  pomembnejše od Priska in Bizantincev. Ko so Prisk in bizantinski poslanci še stali, so jim postregli s čajem. Morali so moliti in piti in se šele potem lahko vsedli za mizo. Sedeži so bili razporejeni vzporedno s stenami. Atila je sedel na osrednjem kavču. Njegova desna stran je bila rezervirana za njegove častne poglavarje, vsi ostali, vključno s Priskom in rimskimi ambasadorji, pa so sedeli na levi. Ko so sedli, so vsi dvignili kozarec in si nazdravili z vinom. Ko so točaji odšli, je vstopil drug služabnik s krožnikom mesa, ki mu je sledil kruh in druge jedi tistega časa. Vse jedi so bile postrežene na srebrnih in zlatih krožnikih. Prisk je opazil, da Atila ni uporabil nobenega srebrnega ali zlatega krožnika, ampak leseno skodelo. Tudi njegova obleka ni bila zelo veličastna. Ko je bil prvi hod končan, so vsi vstali in ponovno pili na Atilovo zdravje. Ko se je zvečerilo, so prižgali bakle in peli pesmi o Atilovih zmagah.

## Druga Priskova dela
Druga Priskova dela so trenutno objavljena v štirih zbirkah:
- Given, John (2014). The Fragmentary History of Priscus. Merchantville, New Jersey: Evolution Publishing. ISBN 978-1-935228-14-1.
- Blockley, Roger C. (2009). The Fragmentary Classicising Historians of the Later Roman Empire. Zv. II. Cambridge, United Kingdom: Francis Cairns. ISBN 978-0-905205-51-9.
- Gordon, Colin Douglas (1966). The Age of Attila: Fifth-century Byzantium and the Barbarians. Ann Arbor, Michigan: University of Michigan Press. ISBN 9780472061112.
- Dindorfius, Ludovicus (1870). Historici Graeci Minores (Volume 1). Leipzig: B. G. Teubneri.